# Calle Luis Iruarrizaga (Bilbao)
La  Calle Luis Iruarrizaga es una calle ubicada en el barrio de San Francisco, en el municipio de Bilbao, territorio histórico de Vizcaya.

## Ubicación
La calle Luis Iruarrizaga empieza en el muelle de la Merced y termina en sí misma, al ser una calle sin salida, por decisión del pleno municipal del 4 de junio de 1980.La  calle pertenece al distrito de Ibaiondo (distrito 5 de Bilbao).

## Nombre
Calle nombrada así en honor al compositor de música sacra, organista y director de la Escuela Superior de Música Sacra del Seminario de Madrid Luis Iruarrizaga Aguirre, que nació en Yurre (Vizcaya), el 25 de agosto de 1891 y murió en Madrid el 13 de abril de 1928.La calle parece por primera vez en el nomenclátor municipal de 1984,y quedó reflejada en el plano municipal de 1988.Curiosamente, en el acta manuscrita del ayuntamiento de 4 de junio de 1980, el nombre que consta que se votó para la nueva calle fue el de Koldo Iruarrizaga Aguirre.

## Historia

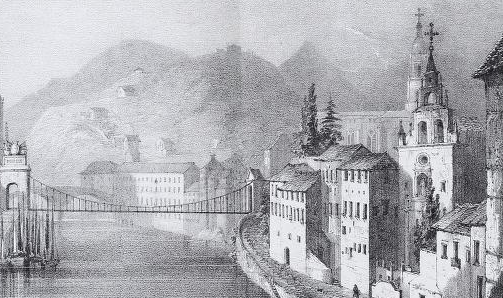
Vista del muelle y convento de la merced en el siglo XIX

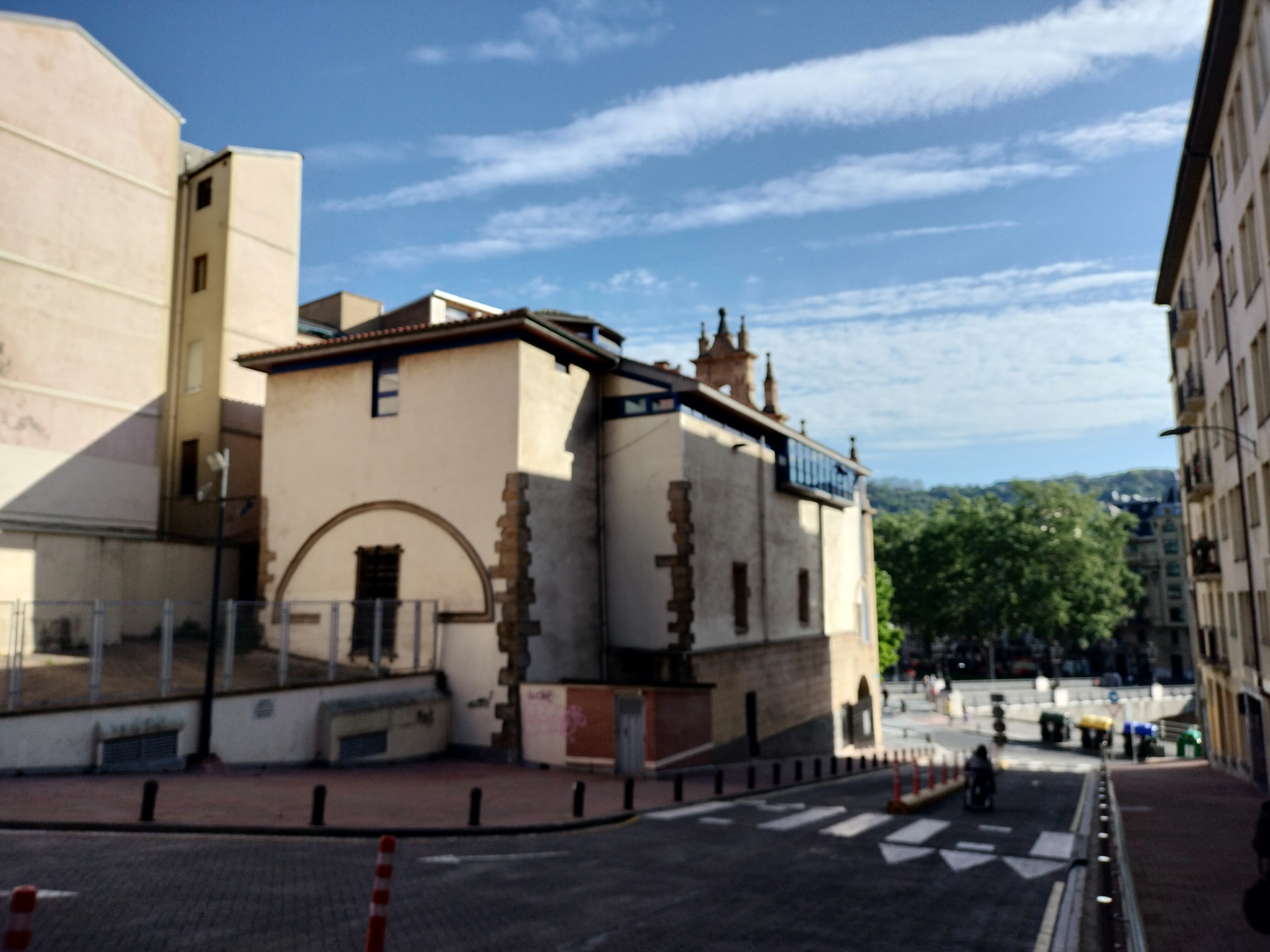
Trasera de Bilborock

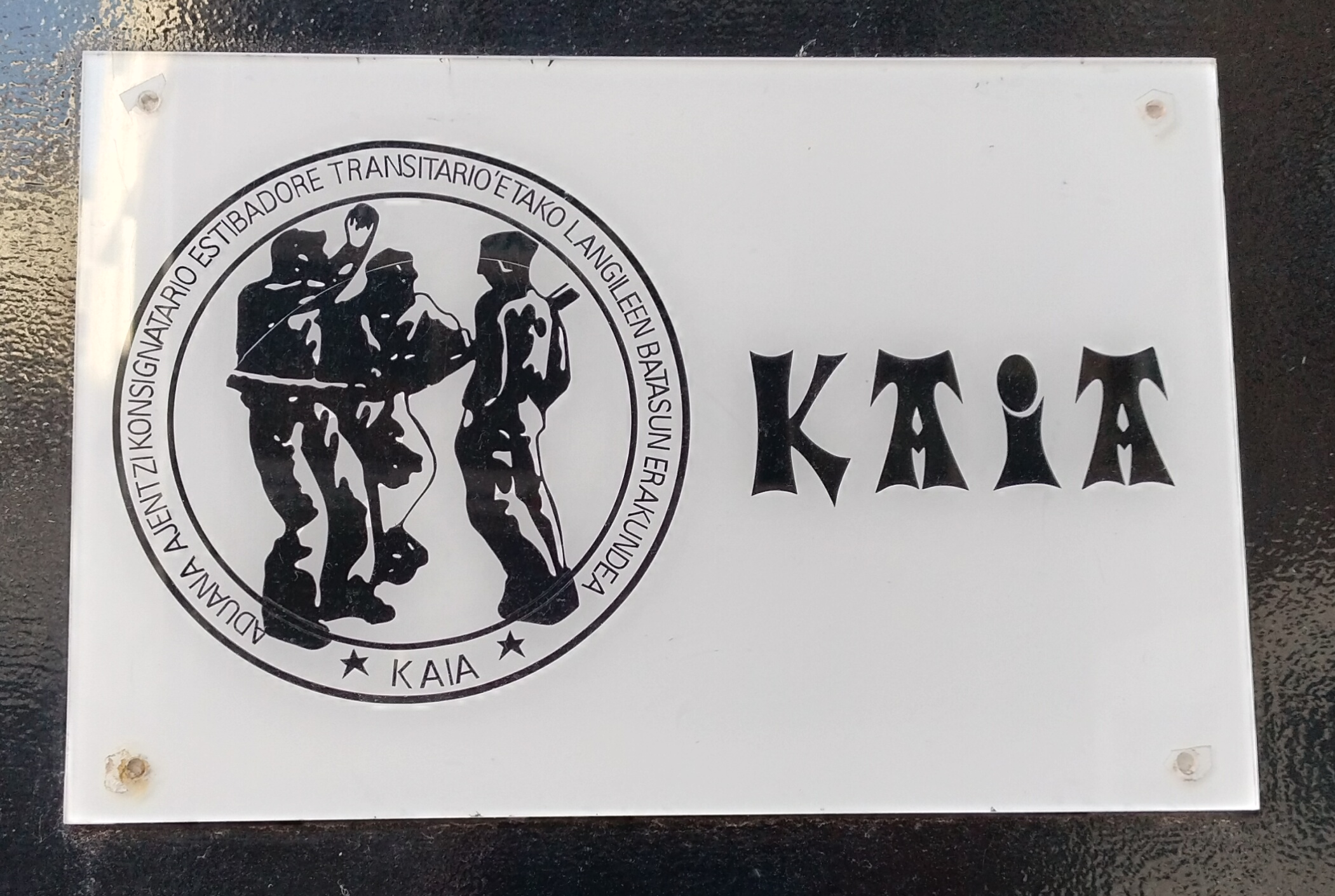
Logo histórico de KAIA en la puerta del local

La calle Luis Iruarrizaga está edificada en el solar que antaño fue el emplazamiento del convento de San José de las religiosas Mercedarias,instaladas en Bilbao desde 1532 y que en marzo de 1621 optaron por la clausura. 

#### Colegio Nuestra Señora de la Merced
Convertida posteriormente una parte del convento en centro de enseñanza, mientras el resto de la comunidad seguía el régimen de vida contemplativa, el colegio Nuestra Señora de la Merced comenzó su andadura en el muelle de la Merced n.º 4 el curso académico 1922-23, con enseñanza primaria y de párvulos. El curso siguiente, las Mercedarias Descalzas de San José reformaron y ampliaron el colegio construyendo un cobertizo para recreo cubierto.

#### El callejón del Hielo
La construcción de la plaza del Corazón de María y del Grupo Escolar Modelo Tomás Meabe en 1932 supuso la desaparición, años más tarde, de una pequeña vía sin salida que llegaba hasta donde actualmente está la calle Luis Iruarrizaga. Tenía su entrada por la calle San Francisco y terminaba en la trasera de la fábrica de harinas, el convento de la Merced y la fábrica de hielo del muelle, por lo que esta vía era conocida como callejón del Hielo.

#### Nuevo edificio
En el año 1961 se tramita la construcción del nuevo centro educativo Colegio Nuestra Señora de la Merced, pero pocos años después, en el curso 1970-71, la congregación abandonó la calle cuando se trasladó, junto con el colegio, a la cercana localidad de Lujua (entonces Lujua). En 1972 fue adquirido por los Claretianos para ampliar su propio colegio del Corazón de María, que también abandonaron tres años después para trasladarse al nuevo centro de Lejona con la nueva denominación de Askartza-Klaret. Durante el curso escolar 1987-1988 el edificio de la Merced acogió temporalmente a los alumnos del Colegio Público Siete Campas-Zorrozgoiti de Zorroza.Posteriormente el centro de Educación Permanente de Adultos, que desde 1990 tenía su local central en el barrio de Irala, se trasladó a la calle Luis Iruarrizaga.

#### Demolición del convento
El convento de La Merced fue derruido a principios de los años 70, dando inicio a la construcción general de edificios de viviendas de la calle. No sucedió lo mismo con su iglesia y atrio, que fue adquirida por decisión del ayuntamiento del 9 de diciembre de 1988, y reconvertida, posteriormente, en el centro cultural Bilborock.
- En la calle tiene también su sede social el histórico sindicato de estibadores KAIA, Organización Unitaria de Trabajadores de Estibadores Transitarios de Agencias Aduaneras.

## Equipamientos

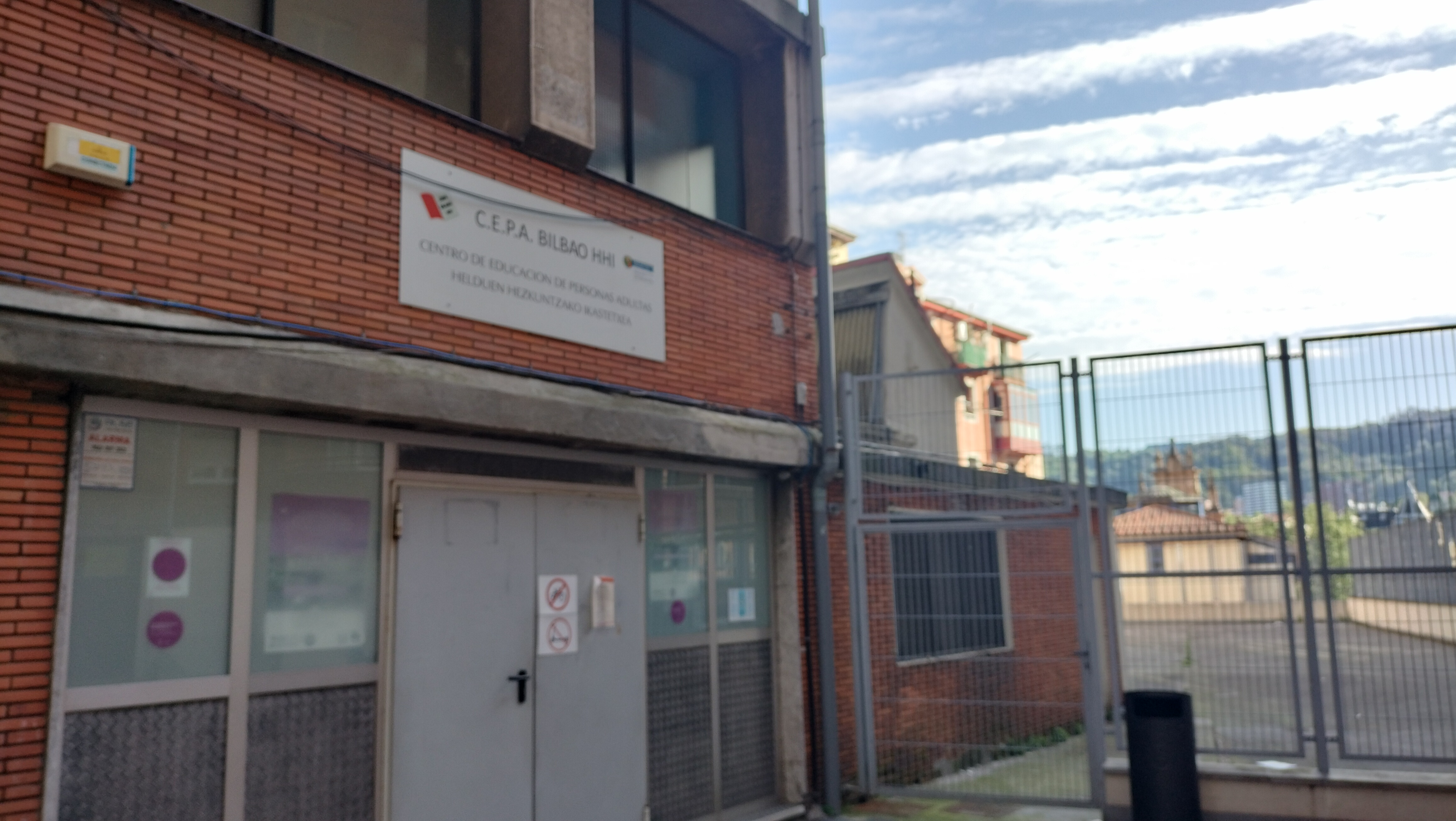
Entrada a CEPA Bilbao

La calle cuenta con dos importantes equipamientos públicos:

#### Centro de Educación de Personas Adultas

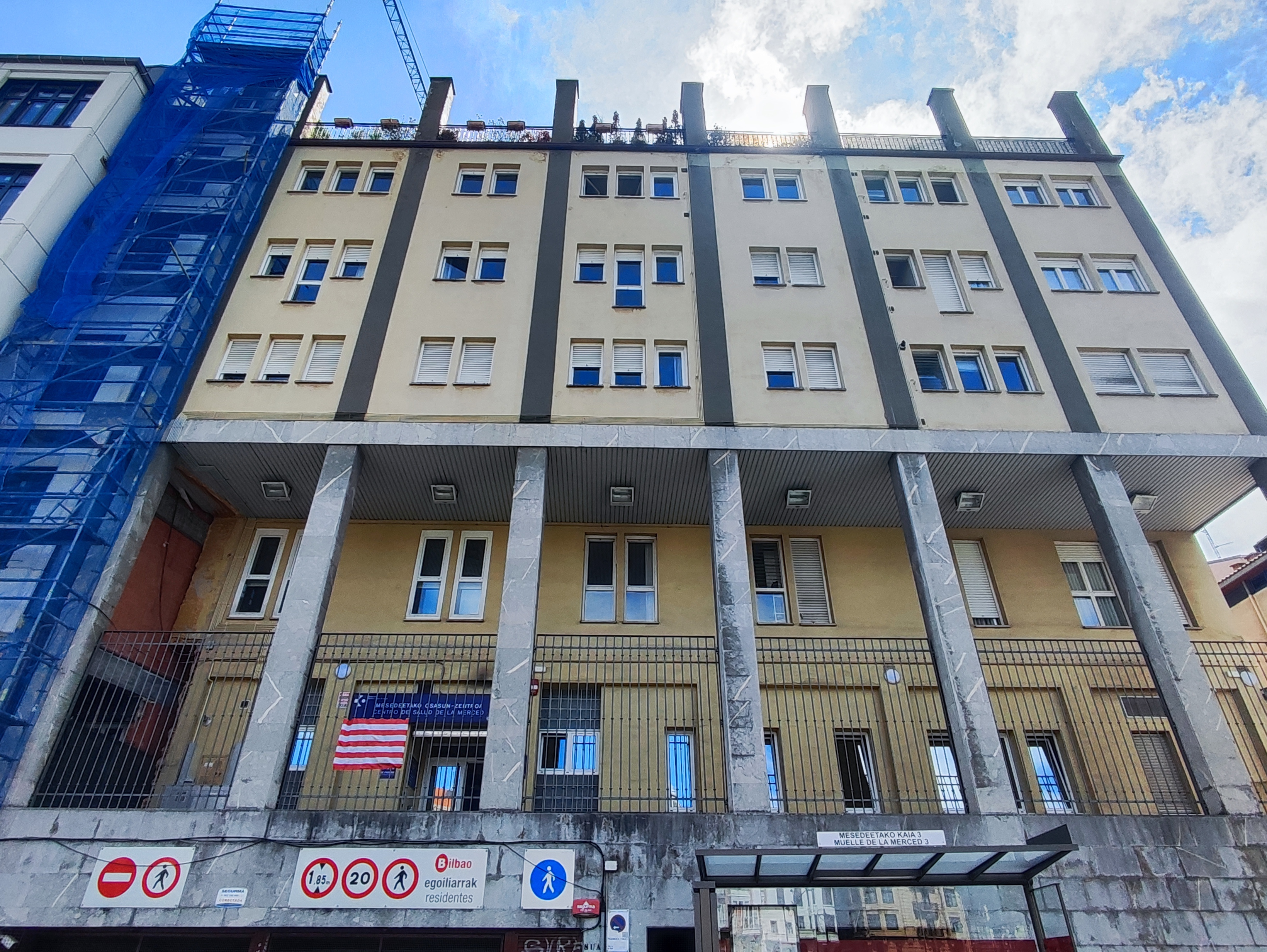
Consultorio de La Merced

CEPA BILBAO HHI es el Centro de Educación de Personas Adultas, un centro público, gratuito y dependiente del Gobierno Vasco. Tiene su sede central en la calle Luis Iruarrizaga n.º 13, aunque dispone de dos centros más en el barrio de San Ignacio y en el de Uretamendi.

#### Consultorio de La Merced
El Consultorio de La Merced de Osakidetza (Servicio Vasco de Salud) se encuentra ubicado en el portal n.º 1 de la calle, aunque su nombre tiene como referencia el vecino muelle de La Merced, a donde se asoma su fachada y la entrada al consultorio. Sólo atiende por la mañana, de 08:00 a 15:00 horas y depende del Centro de Salud de Miribilla.